# Vô mao Bắc Bộ
Vô mao Bắc Bộ (danh pháp: Atrichodendron tonkinense) là loài thực vật có hoa trong họ Cà. Loài này được Gagnep. miêu tả khoa học đầu tiên năm 1950.